# Lea Korsgaard
Lea Korsgaard (født 27. juli 1979) er en dansk journalist, forfatter og bestyrelsesformand for Danmarks Medie- og Journalisthøjskole. Hun er arbejdende bestyrelsesformand for og medstifter af den digitale avis Zetland. Hun var ansvarshavende chefredaktør for Zetland indtil 2021 og har tidligere været journalist på Berlingske og Politiken og forfattet flere bøger. Korsgaard er desuden modtager af blandt andet De Berlingske Journalisters Pris (sammen med Stéphanie Surrugue i 2005) og Årets redaktør (2016).

## Liv og karriere
Korsgaard er datter af Ove Korsgaard (professor ved Aarhus Universitet) og Klara Korsgaard (leder af Nationalt Videncenter for Læsning) og barnebarn af Erik Aalbæk Jensen. Lea Korsgaard voksede op på Gerlev Idræthøjskole og har tre søskende Lynge, Lau og Lise.
Korsgaard blev bachelor i journalistik fra Syddansk Universitet i 2005 og har desuden en mastergrad i sociologi fra The New School i New York City. Praktiktiden tilbragte hun på Politiken. Efter endt uddannelse kom hun til Berlingske som journalist og i 2006 tilbage til Politiken som journalist på kulturredaktionen.
Hun blev ansvarshavende chefredaktør for Zetland, der i 2016 blev lanceret som en daglig, digital avis, indtil 2021 hvor hun i stedet blev arbejdende bestyrelsesformand. Hun er desuden medstifter af Zetland sammen med Hakon Mosbech, Silke Bock og Jakob Moll.
Derudover er Lea Korsgaard også medansvarlig for "Zetlands Talenthold", der er et ét-årigt udviklingsforløb, hvor nogle af Danmarks fremmeste unge journalister trænes i at finde deres egen stemme som fortællere.
I 2005 debuterede hun som forfatter med Det store bogtyveri, skrevet sammen med Stéphanie Surrugue, som de to modtog Berlingske Journalisters Pris for samme år. I 2011 udkom hendes anden bog, Ghita – en biografi, om skuespilleren Ghita Nørby. I 2014 udkom Orgasmeland, der handler om psykoanalytikerens Wilhelm Reichs år i Danmark og gruppen Sexpol. Den blev nomineret til Læsernes Litteraturpris i Weekendavisen og Årets historiske bog, der uddeles af Dansk Historisk Fællesråd.
I 2017 udkom minibogen Den der råber lyver –  mediebrugerens manual til løgnens tidsalder i samarbejde med Trygfonden og Bibliotekerne.
Lea Korsgaard er derudover kendt som en flittig samfundsdebattør.[kilde mangler] Hun skriver kontinuerligt klummer i danske medier og optræder jævnligt i Deadline på DR2.

## Kritik
I efteråret 2023 afslørede Frihedsbrevet, at Korsgaard sås privat med Statsministeriets departementschef, Barbara Bertelsen, og at det ikke fremgik klart i hendes kritiske indlæg om mediernes dækning af FE-sagen. Korsgaard erkendte fejlen nogle dage efter, at det var blevet afsløret.